# Rafael Mújica
Rafael Mújica González (Las Palmas de Gran Canaria, 29 novembre 1927 – Madrid, 12 aprile 1987) è stato un calciatore spagnolo.

## Carriera
In attività giocava come difensore. Con l'Atlético Madrid vinse due campionati e una Coppa Eva Duarte.